# Regeringsformatie België 1958
Na de verkiezingen voor het Belgisch Parlement op 1 juni 1958 ging de formatie van een nieuwe Belgische regering van start. De formatie duurde 25 dagen en leidde tot de vorming van de regering-G. Eyskens II.

## Verloop van de formatie

### Aanloop naar de formatie
Bij de parlementsverkiezingen van 1 juni 1958 bleef de christendemocratische oppositiepartij CVP-PSC de grootste partij en boekte ze een winst van vijf procent in vergelijking met haar resultaat in 1954. In de Senaat behaalde deze partij zelfs een absolute meerderheid in zetels, terwijl ze in de Kamer daarvoor drie zetels tekort had. Hierdoor was CVP-PSC onmisbaar voor een regering. De regeringspartijen van de regering-Van Acker IV, de socialistische BSP-PSB en de Liberale Partij, gingen samen bijna drie procent achteruit. Ook de communistische oppositiepartij KPB-PCB leed verlies, terwijl de Vlaams-nationalistische Volksunie stabiel bleef en haar ene zetel in de Kamer behield. Er was sprake van drie mogelijke regeringsformules: een rooms-rode regering van christendemocraten en socialisten, een rooms-blauwe coalitie van christendemocraten en liberalen en een drieledige regering van christendemocraten, socialisten en liberalen. Het was echter niet evident om een regering te vormen, aangezien de Tweede Schoolstrijd de laatste acht jaar voor heel wat spanningen had gezorgd tussen de christendemocraten enerzijds en de liberalen en socialisten anderzijds, waardoor de liberalen en socialisten niet geneigd waren om met CVP-PSC te regeren.
De dag na de verkiezingen ging premier Achiel Van Acker (BSP) het ontslag van zijn regering aanbieden aan koning Boudewijn, die het ontslag aanvaardde en de regering vervolgens belastte met de afhandeling van de lopende zaken. Hierna begon de koning aan zijn consultaties met het oog op de regeringsvorming: dezelfde dag nog ontving hij Kamervoorzitter Camille Huysmans en Senaatsvoorzitter Robert Gillon. De volgende dag werden partijvoorzitters Théo Lefèvre (CVP-PSC), Maurice Destenay (LP) en Max Buset (BSP-PSB) in audiëntie ontvangen. Op 4 juni was het de beurt aan Gaston Eyskens en Paul Struye, respectievelijk de Kamer- en de Senaatsfractieleider van CVP-PSC, en de volgende dag werd Leon Bekaert, de voorzitter van werkgeversorganisatie  VBN, uitgenodigd. Op 6 juni was het dan de beurt aan BSP-PSB-fractieleiders Georges Bohy (Kamer) en Henri Rolin (Senaat) en LP-fractieleiders Emile Coulonvaux (Senaat) en Charles Jacques Janssens (Kamer).

### Informateur August de Schryver (6 juni - 9 juni 1958)

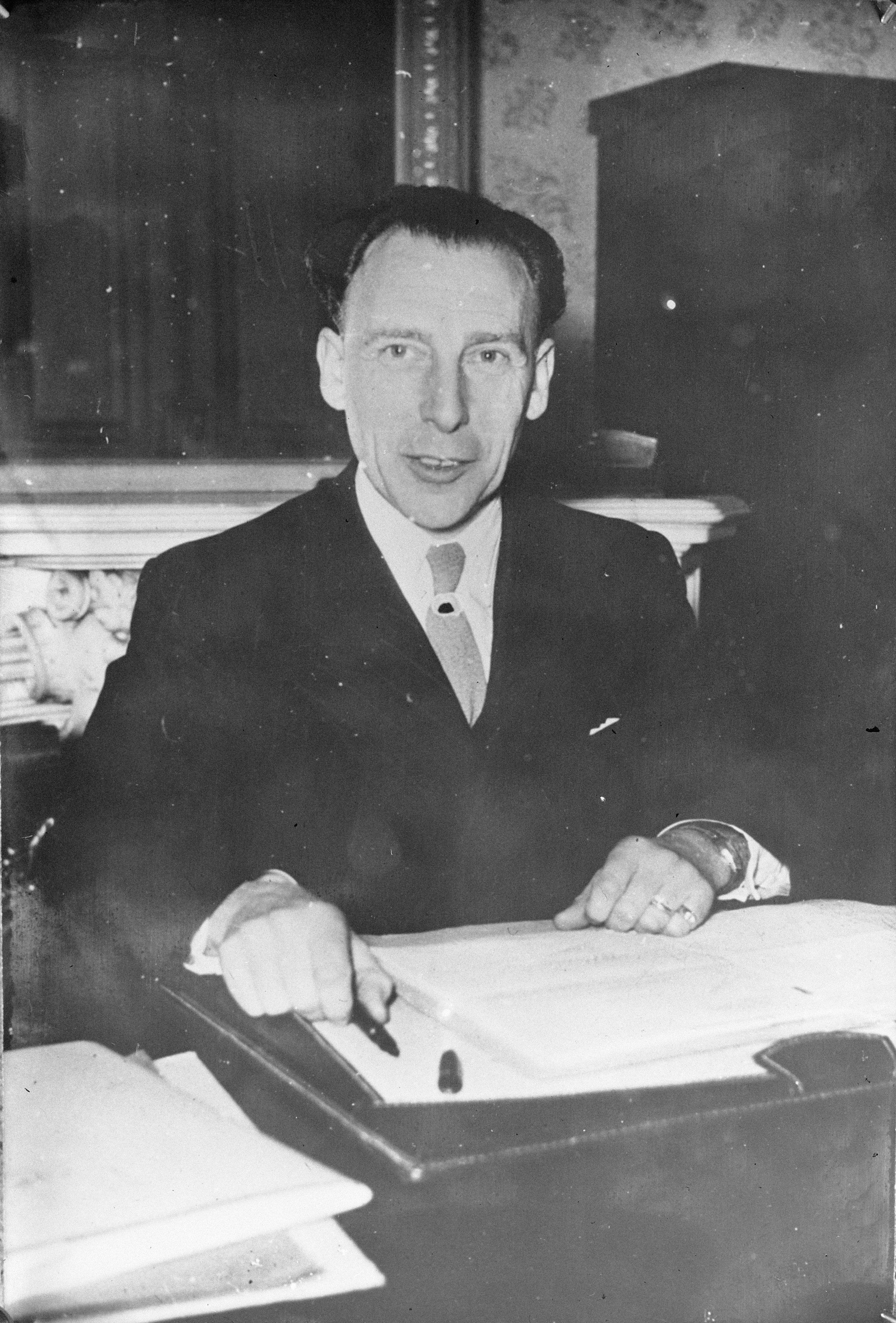
August de Schryver.

Dezelfde dag nog stelde koning minister van Staat August de Schryver (CVP) aan tot informateur. Hij moest bij de verschillende partijen polsen welke regeringscombinatie mogelijk was. Hiertoe startte de Schryver een consultatieronde op.
Op 9 juni diende de Schryver zijn eindverslag in als informateur, waarna hij van zijn opdracht werd ontheven. De Schryver slaagde er niet in om een regeringsformule naar voren te schuiven, aangezien de liberalen en socialisten nog geen stelling hadden genomen over een coalitie met de CVP-PSC.

### Formateur Gaston Eyskens (9 juni - 26 juni 1958)

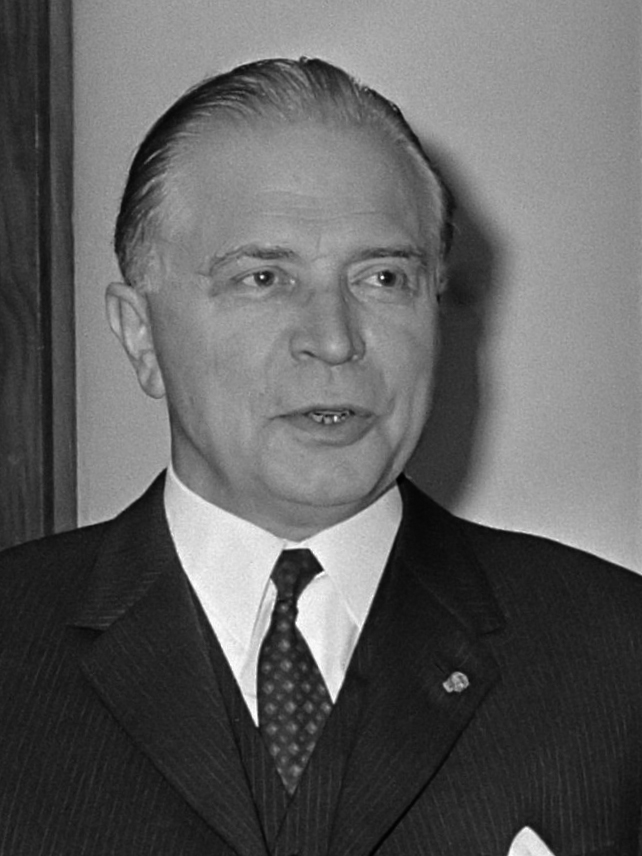
Gaston Eyskens.

Later die dag benoemde koning Boudewijn oud-premier Gaston Eyskens (CVP) tot formateur. Het was zijn bedoeling om een stabiele meerderheidsregering te vormen met de liberalen of de socialisten en hiertoe voerde de formateur raadplegingen met de voorzitters van Kamer en Senaat, aftredend eerste minister Achiel Van Acker, de voorzitters van de traditionele partijen en een aantal andere politici.
Op 10 juni legde Eyskens een ontwerp-regeerprogramma voor aan partijvoorzitters Max Buset (BSP-PSB) en Maurice Destenay (LP) Op 12 juni ontving hij hen opnieuw om verduidelijkingen te geven over zijn voorstellen. Beide partijen bleven echter aarzelen om zich uit te spreken over een regering met de christendemocraten, in de hoop meer toegevingen te kunnen afdwingen. Op 16 juni had Eyskens opnieuw een onderhoud met BSP-PSB-voorzitter Buset om nogmaals toelichtingen te geven over zijn programma, maar dezelfde dag sprak het partijbestuur van de socialisten zich formeel uit tegen deelname aan een regering met de CVP-PSC. De volgende dag ontving Eyskens opnieuw LP-voorzitter Maurice Destenay, maar ook de liberale partijbureau verwierp dezelfde dag nog de voorstellen van Eyskens.
Op 19 juni bracht Eyskens verslag uit bij de koning, die vervolgens partijvoorzitters Buset en Destenay en uittredend premier Achiel Van Acker in audiëntie ontving. Nadien verklaarde de formateur dat hij een laatste poging zou doen om met de liberalen en de socialisten te onderhandelen. Deze partijen bleven echter bij hun eerdere standpunt, waarna Eyskens besliste om een CVP-PSC-minderheidsregering te vormen. Op 24 juni ging de koning hiermee akkoord. Een dag later stelde Eyskens zijn regering samen, waarna de vijftien ministers van de regering-G. Eyskens II op 26 juni 1958 de eed aflegden in handen van de koning.
Op 1 juli lazen Eyskens in de Kamer en minister Jean van Houtte in de Senaat de regeerverklaring voor. Tegen de verwachtingen in gaf de Kamer op 4 juli haar vertrouwen aan de regering: 106 leden stemden voor (103 van CVP-PSC, Volksunie-Kamerlid Frans Van der Elst en de liberale Kamerleden Adolphe Van Glabbeke en Hilaire Lahaye, die een regering met de CVP-PSC genegen waren), 104 tegen (BSP-PSB, de communistische KPB-PCB en de overige liberalen), 2 Kamerleden (1 christendemocraat en 1 socialist) waren afwezig. Op 9 juli gaf ook de Senaat haar vertrouwen in de regering.

## Vorming regering-G. Eyskens III
De regering-G. Eyskens II was een overgangsregering die als voornamelijkste doel had om de schoolkwestie op te lossen. Als dit zou lukken, zou de regering eventueel met andere partijen worden uitgebreid, waarbij naar de liberalen werd gekeken. Op 23 juli werd in de Kamer een door de socialisten ingediende motie van wantrouwen tegen de regering-G. Eyskens II verworpen, wat mogelijk was geweest door de onthouding van 18 liberale Kamerleden. Hierdoor werd de kans groter dat de christendemocratische minderheidsregering verruimd zou worden met de liberalen. Om deze verruiming voor te bereiden startte Eyskens dezelfde maand nog geheime besprekingen met de liberalen over onder andere de financiële problemen van het land.
Vooraleer er een verruiming van de regering kon plaatsvinden, diende Eyskens eerst een oplossing te vinden voor de schoolkwestie. De socialisten en liberalen gingen akkoord om met de christendemocraten een nationale commissie samen te stellen die een einde moest maken aan de tweede schoolstrijd. Deze commissie werd op 8 augustus officieel geïnstalleerd en bestond uit vijftien leden (vijf voor elke partij). Op 30 oktober 1958 bereikten de onderhandelaars van de drie traditionele partijen een akkoord over een Schoolpact, dat de strijd tussen het katholiek onderwijs en het rijksonderwijs pacificeerde.
De liberalen wilden niet zomaar de christendemocratische minderheidsregering depanneren en wilden dat Eyskens een nieuwe regering zou vormen. Daarom bood de premier op 4 november aan de koning het ontslag van de regering-G. Eyskens II aan. Koning Boudewijn aanvaardde het ontslag, voerde een korte consultatieronde met Kamervoorzitter Camille Huysmans, Senaatsvoorzitter Paul Struye en partijvoorzitters Théo Lefèvre (CVP-PSC), Max Buset (BSP-PSB) en Maurice Destenay (LP). en stelde Eyskens op 5 november aan tot formateur, met de opdracht om een rooms-blauwe regering te vormen. Omdat de christendemocraten en liberalen al overeenstemming hadden bereikt over een programma, begon Eyskens onmiddellijk met de onderhandelingen over de samenstelling van de regering. Op 6 november, kort nadat de onderhandelaars van de christendemocraten, socialisten en liberalen het Schoolpact officieel ondertekenden, maakte de formateur de samenstelling van zijn regering bekend en dezelfde dag nog legden de 18 ministers van de regering-G. Eyskens III de eed af in handen van de koning. Op 18 november lazen Eyskens in de Kamer en minister Albert Lilar in de Senaat de regeerverklaring voor, waarna de Kamer op 25 november en de Senaat op 27 november hun vertrouwen gaven aan de regering.
1919 · 1920 · 1921 · 1923 · 1924 · 1925 · 1926 · 1927 · 1929 · 1931 · mei 1932 · okt. 1932 · dec. 1932 · jun. 1934 · nov. 1934 · 1935 · 1936 · 1937 · 1938 ·  feb. 1939 · apr. 1939 · 1940 · 1944 · 1945 · feb-mrt 1946 · jul-aug 1946 · 1947 · 1948 · 1949 · jun 1950 · aug 1950 · 1952 · 1954 · jun. 1958 · nov. 1958 · 1961 · 1965 · 1966 · 1968 · 1971/72  · 1972/73 · 1974 · 1977 · 1978 · 1978/79 · apr.-mei 1980 · okt. 1980 · apr. 1981 · nov.-dec. 1981 · 1985 · oktober 1987 · 1987/88 · 1991/92 · 1995 · 1999 · 2003 · 2007 · 2008 · 2010/11 · 2014 · 2019/20 · 2024/25